# Angraecum gabonense
Angraecum gabonense är en orkidéart som beskrevs av Victor Samuel Summerhayes. Angraecum gabonense ingår i släktet Angraecum och familjen orkidéer. Inga underarter finns listade i Catalogue of Life.